# دانشنامه برخط دنباله‌های صحیح

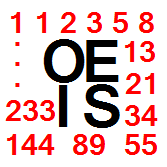
دانشنامهٔ برخط دنباله‌های صحیح

دانشنامهٔ برخط دنباله‌های صحیح (OEIS یا Sloane's) یک پایگاه داده قابل جستجوی بزرگ از دنباله‌های صحیح است که به رایگان بر روی وب قرار دارد.
OEIS اطلاعات گوناگون دربارهٔ سری‌های صحیح که مورد علاقهٔ ریاضی‌دانان حرفه‌ای و آماتور است در خود دارد و به گستردگی به آن ارجاع داده می‌شود. شامل بیش از ۱۸۰٬۰۰۰ سری (۲۳ آذر ۱۳۸۹) است که در نتیجه آن را بزرگ‌ترین پایگاه داده از نوع خود می‌سازد.
هر مدخل شامل ترم‌های آغازین سری، کلیدواژه‌ها، انگیزه‌های ریاضی، پیوندها، و بیشتر، شامل امکان تولید نمودار یا نمود موسیقایی سری می‌شود. پایگاه داده توسط کلیدواژه و زیرسری قابل جستجو است.